# Lacul Morii
Der Stausee Lacul Morii befindet sich in Rumänien im Sektor 6 im Nordwesten von Bukarest. 
Der See wurde für den Hochwasserschutz an der Dâmbovița errichtet. Er dient heute auch als Erholungsgebiet. Im Norden des Sees befindet sich eine kleine Insel. Der Stausee ist bis zu 2,5 Kilometern breit, hat eine Fläche von 246 Hektar und eine Tiefe von 15 Metern sowie ein Wasservolumen von 14,7 Mio. m³.

## Fotos

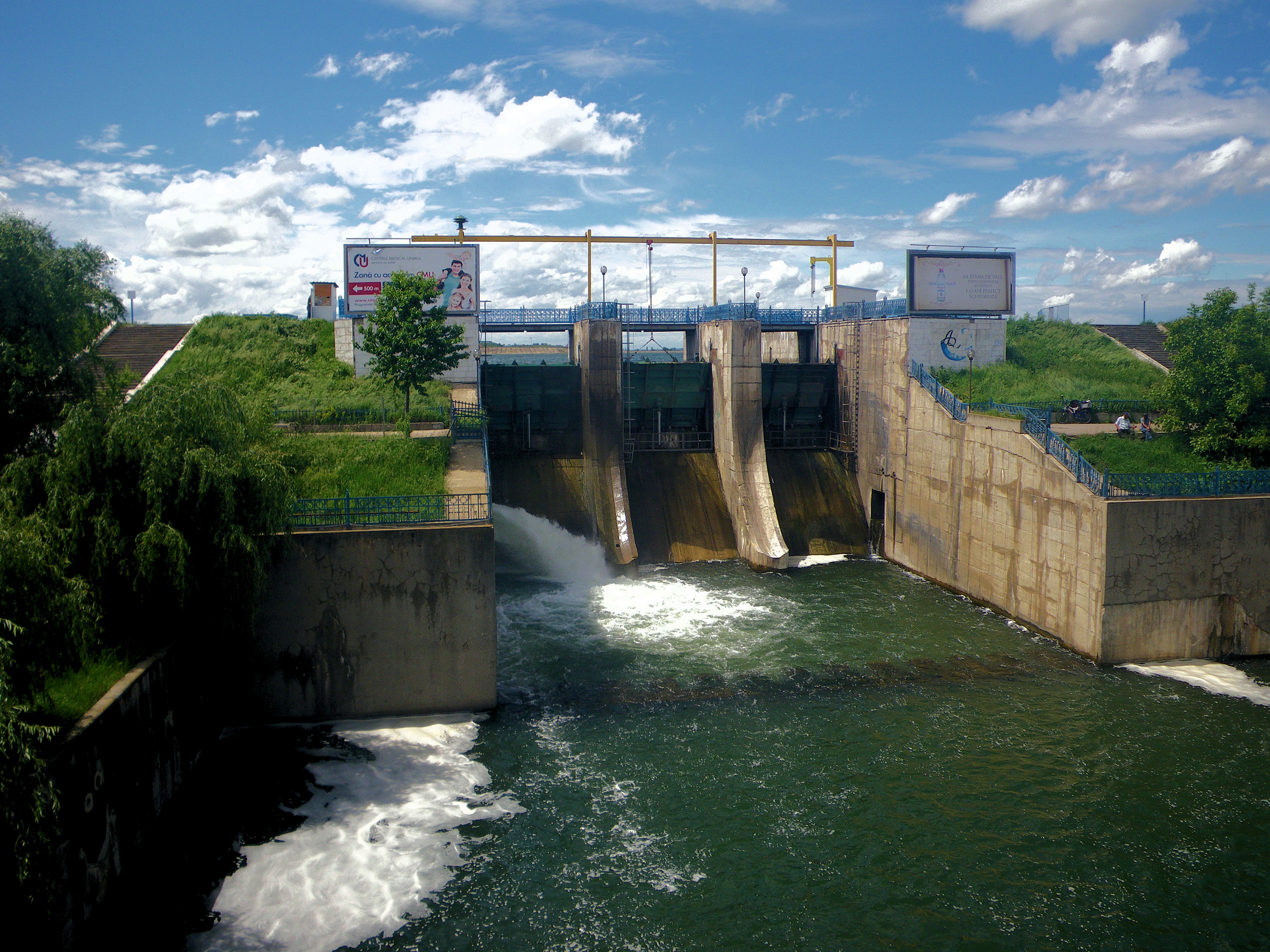
Staudamm
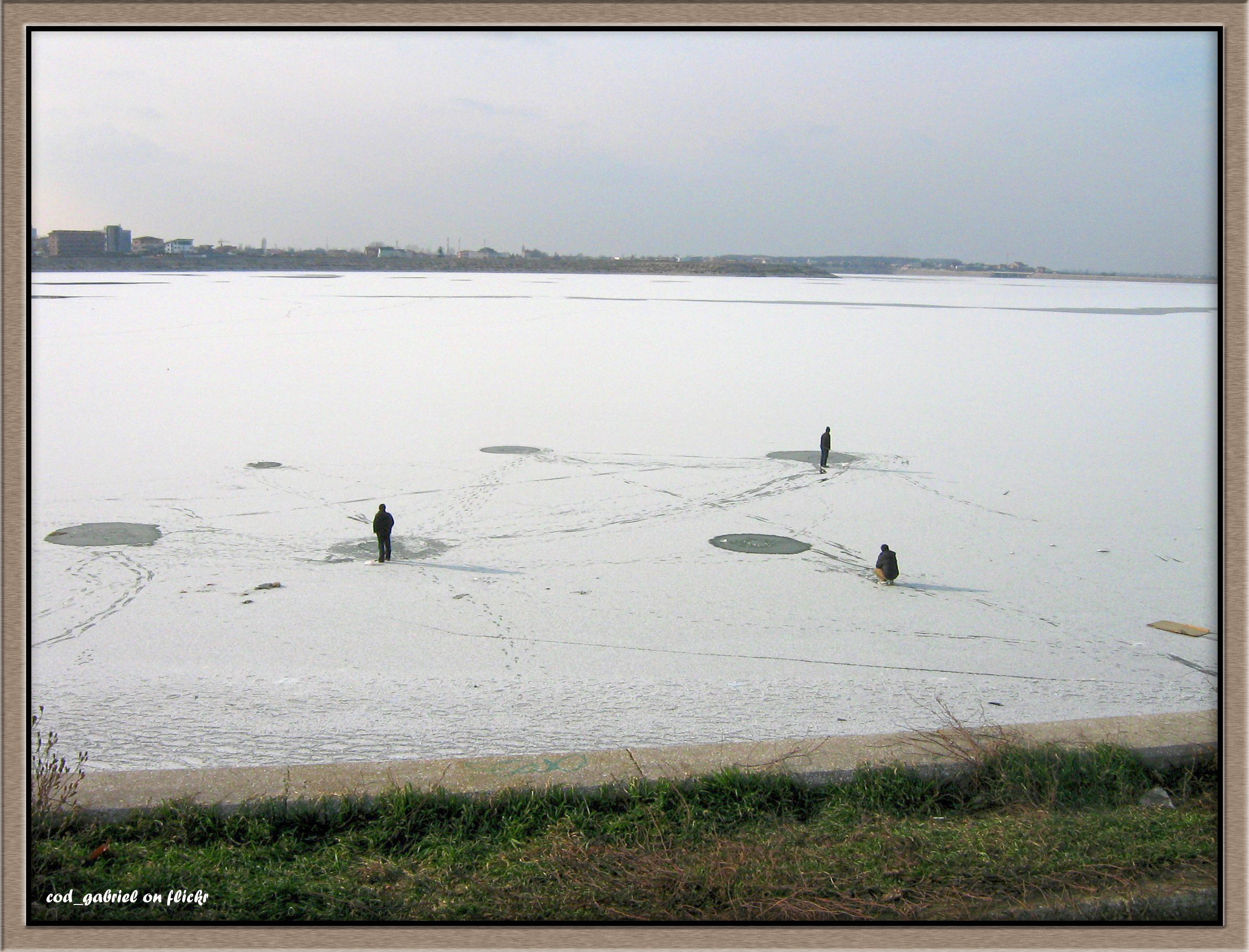
Lacul Morii im Winter 2009